# Marius Popa
Marius Cornel Popa (Oradea, 31 juli 1978) is een Roemeens voetballer.
Popa begon zijn loopbaan als doelman in 1997 bij FC Bihor Oradea. In 2000 ging hij naar FC Național București en van 2005 tot 2009 kwam hij uit voor Politehnica Timișoara. Tijdens zijn verblijf bij Timișoara speelde hij vanaf 2008 twee duels voor Roemenië en hij maakte deel uit van de selectie voor Euro 2008. In 2009 trok hij naar Internațional Curtea de Argeș. Omdat deze club aan het eind van het seizoen degradeerde ging Popa op zoek naar een nieuwe club. Hij vatte het seizoen 2010/11 aan bij Pandurii Târgu Jiu maar stapte tijdens de winterstop over naar Universitatea Cluj.
1 Lobonț ·
2 Contra ·
3 Raț ·
4 Tamaș ·
5 Chivu  ·
6 Rădoi ·
7 Petre ·
8 Codrea ·
9 Marica ·
10 Mutu ·
11 Cociș ·
12 Popa ·
13 Săpunaru ·
14 Ghionea ·
15 Goian ·
16 Nicoliță ·
17 Moți ·
18 M. Niculae ·
19 Cristea ·
20 Dică ·
21 D. Niculae ·
22 Radu ·
23 Stăncioiu ·
Coach: Pițurcă